# Metly
Metly jsou malá vesnice, část obce Předmíř v okrese Strakonice v Jihočeském kraji. Nachází se asi dva kilometry severozápadně od Předmíře. Je zde evidováno 43 adres. V roce 2011 zde trvale žilo 62 obyvatel.
Metly jsou také název katastrálního území o rozloze 3,16 km².

## Historie
První písemná zmínka o vesnici pochází z roku 1381.
Obec se stala symbolem povodní v roce 2002. Dne 13. srpna se protrhla hráz Metelského rybníka a vlna ve vesnici strhla třináct domů. Těmi, které povodeň přežily, se prohnaly téměř tři metry vody. 

## Obyvatelstvo
| Rok            | 1869 | 1880 | 1890 | 1900 | 1910 | 1921 | 1930 | 1950 | 1961 | 1970 | 1980 | 1991 | 2001 | 2011 | 2021 |
| -------------- | ---- | ---- | ---- | ---- | ---- | ---- | ---- | ---- | ---- | ---- | ---- | ---- | ---- | ---- | ---- |
| Počet obyvatel | 240  | 236  | 240  | 215  | 220  | 208  | 180  | 124  | 125  | 99   | 90   | 80   | 60   | 62   | 60   |
| Počet domů     | 36   | 39   | 40   | 40   | 40   | 40   | 40   | 41   | 33   | 31   | 26   | 36   | 34   | 32   | 37   |

## Obecní správa
Při sčítání lidu v letech 1850–1971 Metly byly samostatnou obcí, se kterým patřily nejprve do okresu Blatná, ale od roku 1960 v okrese Strakonice. Od 26. listopadu 1971 jsou částí obce Předmíř v okrese Strakonice, kdy se konaly obecní volby.